# Jack Morrison
John Lewis « Jack » Morrison (né le 6 avril 1945 à Minneapolis) est un joueur américain de hockey sur glace.

## Carrière
Il est élève de la Phillips Academy, où il est le capitaine des équipes de hockey et de tennis. Morrison est ensuite diplômé de l'université Yale, où il devient le meilleur buteur de tous les temps de l'équipe de hockey des Bulldogs de Yale avec 51 buts et 68 passes décisives, 119 points. Il mène l'équipe en marquant 49 points lors de sa dernière année en 1967. Pendant ses études à Yale, Morrison remporte le prix William Neely Mallory. Life en 1963 présente Morrison comme un étudiant joueur de hockey exceptionnel. Il fait partie de la même fraternité que George W. Bush. Il est ensuite diplômé de la Harvard Business School en 1971.
Morrison est nommé attaquant central de la première équipe All-America en 1967. Il est capitaine de l'équipe des États-Unis aux Jeux olympiques d'hiver de 1968 à Grenoble, où elle termine 6e. Morrison est son meilleur buteur. Morrison est à égalité avec Marshall Johnston au huitième rang des meilleurs pointeurs de la compétition en marquant deux buts et six passes décisives en sept matchs.
Morrison est d'abord vice-président exécutif de l'entreprise agroalimentaire Pillsbury et président du syndicat patronal U.S.Consumer Foods, avant de fonder une société d'investissement, Goldner Hawn Johnson & Morrison, à Minneapolis, dont il est le directeur du management en 1989. De 2005 à 2010, Morrison est membre du President's Intelligence Advisory Board au sein de l'administration Bush.

## Récompenses et distinctions
| Award                      | Year      |
| -------------------------- | --------- |
| All-ECAC Hockey First Team | 1966–1967 |
| AHCA East All-American     | 1966–1967 |